# Bad Man (Smooth Criminal)
Bad Man (Smooth Criminal) è un singolo del rapper statunitense Polo G, pubblicato il 12 novembre 2021 come primo estratto dalla riedizione del terzo album in studio Hall of Fame.

## Descrizione
Il singolo, che è stato scritto dall'interprete e dai produttori J White Did It, Rance From 1500 or Nothin' e Khaled Beats, campiona il brano del 1988 di Michael Jackson Smooth Criminal. È stato descritto da Rolling Stone come una versione in chiave gangsta rap del singolo originale.

## Antefatti
Il singolo era stato anticipato da Polo G ancora prima dell'uscita della versione standard di Hall of Fame, per poi essere lasciato a sorpresa fuori dalla lista tracce dell'album. Il 29 ottobre 2021, il rapper ha suonato il brano live al festival Rolling Loud, gesto che è stato criticato duramente dai fan, che hanno visto il gesto come una mancanza di rispetto per Michael Jackson.
Il 1º novembre 2021, Polo G ha pubblicato su Instagram una serie di foto ritraenti lui che indossava un vestito uguale a quello di Michael Jackson per il video di Smooth Criminal, e ha finalmente annunciato la data di uscita del singolo il 9 novembre, insieme a quella della pubblicazione di Hall of Fame 2.0.

## Tracce
Testi e musiche di Taurus Bartlett, Michael Jackson, Anthony Jermaine White, Larrance Dopson e Khaled Rohaim.
1. Bad Man (Smooth Criminal) – 1:46

## Video musicale
Il video musicale ufficiale del brano, diretto da Arrad, è stato pubblicato in concomitanza con l'uscita del brano. Nel video, Polo G (che indossa un abito bianco in omaggio a Michael Jackson), si presenta a un casinò dove gioca d'azzardo, sale sul palco a cantare e infine litiga con un gruppo rivale. Appare anche un imitatore di Michael Jackson.

## Classifiche
| Classifica (2021) | Posizione massima |
| ----------------- | ----------------- |
| Australia         | 48                |
| Canada            | 39                |
| Irlanda           | 37                |
| Islanda           | 20                |
| Paesi Bassi       | 93                |
| Regno Unito       | 47                |
| Stati Uniti       | 49                |